# 江崎玲於奈賞
江崎玲於奈賞（えさきれおなしょう）は、ナノサイエンスとナノテクノロジーの分野における顕著な研究業績を顕彰し、科学技術振興と産業活性化に寄与することを目的として、2003年12月に創設された日本の科学技術賞である。
一般財団法人茨城県科学技術振興財団・つくばサイエンスアカデミーによって主催され、国内学会よりナノサイエンスとナノテクノロジーに関する優れた研究の推薦を受け授賞の選考を行う。選考委員長は、1973年にノーベル物理学賞を受賞した江崎玲於奈・茨城県科学技術振興財団理事長。授賞式はつくば国際会議場で行われ、賞状および賞金1000万円と賞牌が授与される。

## 受賞者
- 第1回(2004年) 榊裕之・荒川泰彦 『半導体ナノエレクトロニクス素子の先駆的研究、特に量子細線・量子ドット構造素子研究における先駆的貢献』
- 第2回(2005年) 岡野光夫 『ナノバイオインターフェイス設計による細胞シート工学の創生』
- 第3回(2006年) 安藤恒也 『量子ナノ構造の電子物性理論の先駆的研究』
- 第4回(2007年) 樽茶清悟 『人工原子・分子の実現と量子コンピューターへの挑戦』
- 第5回(2008年) 高柳邦夫 『表面およびナノ構造物質の顕微観察法の開発と新規物性の開拓』
- 第6回(2009年) 野田進 『ナノスケールで制御されたフォトニック結晶の先導的研究』
- 第7回(2010年) 藤田誠 『自己組織化によるナノ構造物質創成の先駆的研究』
- 第8回(2011年) 河田聡 『近接場ナノ光学とプラズモニクス研究の開拓』
- 第9回(2012年) 片岡一則 『高分子ナノ構造を用いた薬物・遺伝子キャリアの開拓と難治疾患標的治療への展開』
- 第10回(2013年) 北川進 『革新的な多孔性金属錯体の開発』
- 第11回(2014年) 蔡兆申・中村泰信 『超伝導量子ビットシステムの研究』
- 第12回(2015年) 相田卓三 『有機分子材料のメゾスケール構造制御と新機能発見』
- 第13回(2016年) 大野英男 『強磁性物質におけるスピンの電気的制御と素子応用に関する先導的研究』
- 第14回(2017年) 香取秀俊 『光格子時計の考案、実証および高精度化』
- 第15回(2018年) 平川一彦 『テラヘルツ技術の開拓によるナノ構造の電子物性解明の先導的研究』[1]
- 第16回(2019年) 染谷隆夫 『伸縮性と生体親和性をもつ新しい有機半導体エレクトロニクスの開拓』
- 第17回(2020年) 平山祥郎 『半導体ナノ構造における核スピンの電子的制御と量子情報技術への応用の研究』
- 第18回(2021年) 齋藤理一郎 『カーボンナノチューブの電子状態と共鳴ラマン分光の理論究』
- 第19回(2022年) 磯貝明 『植物由来の完全分散化セルロースナノファイバーの創製と応用に関する研究』
- 第20回(2023年) 十倉好紀・于秀珍 『スピン渦結晶の直接観察とその物性の研究』
- 第21回(2024年) 安藤敏夫 『高速原子間力顕微鏡の開発とタンパク質分子の機能動態機構解明への展開』